# Bank of the West Classic 2010
Bank of the West Classic 2010 — жіночий тенісний турнір, що проходив на відкритих кортах з твердим покриттям. Це був 39-й за ліком Silicon Valley Classic. Належав до категорії Premier у рамках Туру WTA 2010. Відбувся в Taube Tennis Center у Стенфорді (США). Тривав з 26 липня до 1 серпня 2010 року. Вікторія Азаренко здобула титул в одиночному розряді.

## Переможниці та фіналістки

### Одиночний розряд
Вікторія Азаренко —  Марія Шарапова, 6–4, 6–1.
- Для Азаренко це був перший титул за сезон і 4-й — за кар'єру.

### Парний розряд
Ліндсі Девенпорт /  Лізель Губер —  Чжань Юнжань /  Чжен Цзє, 7–5, 6–7(8–10), 10–8.

## Учасниці

### Сіяні учасниці
| Гравчиня           | Країна    | Рейтинг* | Сіяна |
| ------------------ | --------- | -------- | ----- |
| Саманта Стосур     | Австралія | 5        | 1     |
| Олена Дементьєва   | Росія     | 6        | 2     |
| Агнешка Радванська | Польща    | 11       | 3     |
| Маріон Бартолі     | Франція   | 14       | 4     |
| Марія Шарапова     | Росія     | 15       | 5     |
| Шахар Пеєр         | Ізраїль   | 16       | 6     |
| Яніна Вікмаєр      | Бельгія   | 17       | 7     |
| Вікторія Азаренко  | Білорусь  | 18       | 8     |

- Рейтинг подано станом на 19 липня 2010.
- Віра Звонарьова знялась з турніру.

### Інші учасниці
Нижче подано учасниць, що отримали вайлд-кард на вихід в основну сітку
- Вікторія Азаренко
- Гіларі Барт
- Ана Іванович[1]
- Дінара Сафіна[2]

Нижче наведено гравчинь, які пробились в основну сітку через стадію кваліфікації:
- Чжан Кайчжень
- Мір'яна Лучич-Бароні
- Крістіна Макгейл
- Ольга Савчук

Гравчиня, що потрапила в основну сітку завдяки захищеному рейтингові:
- Ешлі Гарклроуд